# 築地古墳
築地古墳（ついじこふん）は、愛知県刈谷市築地町にあった古墳。

## 歴史
逢妻川に面した碧海台地の崖端に位置している。大正時代に行われた耕地整理の際に発見されたが、正式な発掘調査などが行なわれることなくそのまま取り壊されて滅失した。そのため主体部の詳細などは不明だが、横穴式石室を持つ小規模な円墳であったといわれており、掘り出された石室材は1つを残して当地の氏神である熊野神社に運ばれたという。1989年（平成元年）刊行の『刈谷市史』には「神社に石室が復元された」旨の記述があるが、2017年（平成29年）現在の同社にそれと見えるものは確認できない。伝えられる規模などから地方の小豪族の墓と推定されている。
その後、現地とその周辺は長らく農地として利用されていたが、1994年（平成6年）に刈谷市総合運動公園が開設され、現在では古墳が在ったことを示す表示が歩道沿いの植え込みの中に置かれるのみである。

## 出土品
- 土師器
  - 丸底坩
  - 高坏
- 須恵器
  - 提瓶
  - 高坏
  - 坩
- 鉄製馬具

※ これらの出土品については個人蔵との記録がある。

## アクセス
- 刈谷市公共施設連絡バス：西境線・東境線・一ツ木線「総合運動公園」停留所下車、徒歩で約1分。
- 名鉄名古屋本線 一ツ木駅下車、徒歩で約25分。